# Edward Lawrie Tatum
Edward Lawrie Tatum (Boulder, 14 december 1909 – New York, 5 november 1975) was een Amerikaans geneticus en Nobelprijswinnaar. In 1958 won hij samen met George Wells Beadle de Nobelprijs voor de Fysiologie of Geneeskunde voor het aantonen dat genen individuele stappen in het metabolisme reguleren. De twee deelden de prijs met Joshua Lederberg, die de prijs voor een ander onderzoek kreeg.

## Biografie
Tatum studeerde aan de Universiteit van Chicago en de Universiteit van Wisconsin-Madison. Aan die tweede haalde hij in 1934 zijn Ph.D in biochemie. Van 1936 tot 1937 studeerde hij bacteriologische chemie te Utrecht. Aansluitend ging hij werken bij de Stanford-universiteit, alwaar zijn samenwerking met Beadle begon.
Beadle en Tatums belangrijkste experiment was onderzoek naar mutaties in de broodschimmel Neurospora crassa. Deze mutaties werden veroorzaakt door röntgenstraling. Middels een reeks experimenten toonden ze aan dat deze mutaties telkens invloed hadden op een specifiek enzym van het metabolisme. Dankzij deze experimenten konden ze aantonen dat genen verbonden zijn met een specifieke enzymreactie. Dit is tegenwoordig bekend als de "een gen, een enzym" hypothese.
In 1945 ging Tatum naar de Yale-universiteit, waar hij onder andere mentor werd van Joshua Lederberg. Verder deed hij hier onderzoek naar bacteriën. Een groot deel van zijn onderzoek draaide om het begrijpen van de basis van tryptofaan-biosynthese in Escherichia coli. Later toonden Tatum en zijn student Lederberg aan dat E. coli genetische informatie kon delen via recombinatie.
Hij werd in 1948 hoogleraar biologie aan Stanford University, in 1956 hoogleraar biochemie aldaar (tot 1957) en in 1957 werd hij verbonden aan het Rockefeller Institute for Medical Research te New York.
Tatum was een kettingroker, wat hem uiteindelijk fataal werd. Hij stierf aan de gevolgen van hartfalen veroorzaakt door chronische emfyseem.